# Patrick William Riordan
Patrick William Riordan (Miramichi, 27 agosto 1841 – San Francisco, 27 dicembre 1914) è stato un arcivescovo cattolico canadese naturalizzato statunitense.

## Biografia
Monsignor Patrick William Riordan nacque nel quartiere Chatham di Miramichi da Matthew Riordan e Mary (née Dunne).

### Formazione e ministero sacerdotale
Nel 1848, all'età di sette anni, si trasferì con i suoi genitori negli Stati Uniti d'America e stabilì a Chicago, in Illinois. Studiò alla St. Mary's of Lake University di Chicago e successivamente all'Università di Notre Dame a South Bend, dove si laureò nel 1858. Venne quindi inviato a Roma per studi e fu uno dei primi dodici studenti del Pontificio collegio americano del Nord. Tuttavia, dopo aver sofferto di un grave caso di malaria, lasciò Roma e completò gli studi al seminario coloniale di Parigi e all'Università Cattolica di Lovanio. Nel 1864 conseguì il dottorato in sacra teologia.
Il 10 giugno 1865 fu ordinato presbitero dal cardinale Engelbert Sterckx. Al suo ritorno a Chicago, nel 1866, venne nominato professore di storia della Chiesa e diritto canonico alla St. Mary's of Lake University. L'anno seguente ricevette la cattedra di teologia dogmatica. Dal 1868 al 1871 fu impegnato in lavori missionari a Joliet. Nel 1871 venne nominato parroco della parrocchia di San Giacomo a Chicago.

### Ministero episcopale
Il 17 luglio 1883 papa Leone XIII lo nominò arcivescovo coadiutore di San Francisco e titolare di Cabasa. Ricevette l'ordinazione episcopale il 16 settembre successivo nella chiesa di San Giacomo a Chicago dall'arcivescovo metropolita di Chicago Patrick Augustine Feehan, co-consacranti il vescovo di Louisville William George McCloskey e quello di Vincennes Francis Silas Marean Chatard. Il 28 dicembre dell'anno successivo gli succedette nella medesima sede.
Durante il suo trentennale episcopato, costruì la prima cattedrale di Santa Maria e fondò il seminario "San Patrizio". Dopo il terremoto di San Francisco del 1906, visitò le persone che vivevano in campi temporanei e celebrò una messa all'aperto, assicurando alla gente: "Ricostruiremo".
Nel dicembre del 1914 contrasse un forte raffreddore che presto si trasformò in polmonite. Morì nella sua residenza al numero 1000 di Fulton Street a San Francisco il 27 dicembre 1914 all'età di 73 anni. Riposa nella cappella degli arcivescovi del Holy Cross Catholic Cemetery di Colma.
Gli è intitolata l'Archbishop Riordan High School di San Francisco.

## Genealogia episcopale e successione apostolica
La genealogia episcopale è:
- Cardinale Scipione Rebiba
- Cardinale Giulio Antonio Santori
- Cardinale Girolamo Bernerio, O.P.
- Arcivescovo Galeazzo Sanvitale
- Cardinale Ludovico Ludovisi
- Cardinale Luigi Caetani
- Cardinale Ulderico Carpegna
- Cardinale Paluzzo Paluzzi Altieri degli Albertoni
- Papa Benedetto XIII
- Papa Benedetto XIV
- Cardinale Enrico Enriquez
- Arcivescovo Manuel Quintano Bonifaz
- Cardinale Buenaventura Córdoba Espinosa de la Cerda
- Cardinale Giuseppe Maria Doria Pamphilj
- Arcivescovo Louis-Guillaume-Valentin Dubourg, P.S.S.
- Vescovo Giuseppe Rosati, C.M.
- Arcivescovo Peter Richard Kenrick
- Arcivescovo Patrick Augustine Feehan
- Arcivescovo Patrick William Riordan

La successione apostolica è:
- Vescovo Lawrence Scanlan (1887)
- Vescovo Gulstan Francis Ropert, SS.CC. (1892)
- Vescovo Rogatien-Joseph Martin, SS.CC. (1893)
- Arcivescovo George Thomas Montgomery (1894)
- Vescovo Thomas Grace (1896)